# Berwanger Bach
Der Berwanger Bach ist ein Bachstrang im Kraichgau im westlichen Landkreis Heilbronn und nördlichen Baden-Württemberg, der nach etwa zehn Kilometer langem Lauf insgesamt nach Südwesten beim Dorf Richen der Stadt Eppingen von rechts in die obere Elsenz mündet.
Der Bach heißt bis zum Dorfrand von Kirchardt Feldgraben, danach bis etwas vor Berwangen Birkenbach, anschließend bis zum Dorfende Berwangens Alte Bach und erst auf dem restlichen Unterlauf Berwanger Bach.
Er hat einen zweiten Mündungsarm Schanzgraben, der in Richen rechtsseits abzweigt und nach kurzem Lauf durch den Ort etwas abwärts ebenfalls in die Elsenz mündet.

## Geographie

### Quelle und Verlauf
Der Bachstrang des Berwanger Bachs beginnt unter dem Namen Feldgraben auf etwa 267 m ü. NHN in der Nordostspitze des Kirchardter Gemeindegebietes als ein Graben neben einem Feldweg, der wenig nördlich des Fürfelder Karlshofes von der westlich des Ilmenwaldes  laufenden K 2142 abzweigt.
Diesem Feldweg folgt der junge Bach die ersten knapp zwei Kilometer nach Südwesten und unterquert dabei mit ihm zusammen die A 6 im Bereich des sogenannten Flugplatzes. Jenseits schwenkt er bald am Zulauf eines Grabens, der aus Richtung Bad Rappenau-Grombach neben der Straße nach Kirchardt einherzieht, in dessen Richtung nach Süden und erreicht, nun unter dem Namen Birkenbach, gleich das Dorf. Den Siedlungsbereich durchquert er verdolt und nimmt hier drei Zuflüsse von links auf: am Dorfanfang einen etwa 1 km langen Zulauf, der den Nordrand des Waldstückes Kettend entlangläuft; in der Ortsmitte an der Rappenauer Straße den um die Hälfte längeren Saubach, der auf den Heuäckern seinen Anfang nimmt; und am anderen Siedlungsrand an der Heilbronner Straße den rund 2 km langen Wassergraben „Kurzer See“, der am Rande des Lichtwaldes entsteht.
Danach läuft das Gewässer neben einem Feldweg und begleitet von der Talstraße (L 1110), weiter nach Süden aus dem Dorf. Vor den ersten Gebäuden von Berwangen mündet wiederum von links der über 2 km lange Windengraben längs eines Feldweges, ab diesem Zufluss wird der Berwanger Bach Alte Bach genannt, im oberen Mündungswinkel liegt hier ein kleiner Teich. Am Westrand der dahinter auf der linken Seite beginnenden Gewerbezone Berwangens fließt der Bach neben der Straße Am Bruchgraben einher. Wo ihn dort aus dem Gewerbegebiet heraus die Straße Am Kandel quert, münden von beiden Seiten unbeständige Zuflüsse, der linke Hausengraben aus der Flurbucht Hausener Eck vor dem nördlichen Berwanger Wald läuft in einem Grünstreifen neben der Gewerbestraße, der rechte aus den Äckern südlich des Waldstücks Lindenteich mündte fast gegenüber.
Am Nordrand des Berwanger Siedlungsbereichs läuft den rechten Hügel herunter neben der Straße aus Ittlingen der Gänsäckergraben dem Bach zu, der hier dann gleich die Hausener Straße unterquert; links am Ufer oder in der Aue stehen hier nur wenige Häuser, darunter die einst von ihm gespeiste Obere Mühle des Dorfes 150 m links des heutigen Laufes an der Fürfelder Straße, am Ostrand der auf der rechten Seite sogar noch breiteren Bachaue. Der Bach dreht nun auf Südwestkurs, lässt den größeren noch folgenden Teil Berwangens rechts liegen, er tritt ins Landschaftsschutzgebiet Berwanger Bachtal zwischen Kirchardt-Berwangen und Eppingen-Richen ein und die Talsohle verengt sich wieder stark. Daraufhin rückt linksseitig das recht große Waldgebiet des Bürgerwaldes ans Ufer. Längs von dessen Nordrand fließt der 2,5 km lange Kuhbach zu, ab hier wird der Wasserlauf nun endgültig Berwanger Bach genannt. Aus der Mitte des Waldes mündet der Wassergraben „Schulwiese“, mit 2,8 km der längste Zulauf des gesamten Laufes überhaupt.
Kurz bevor er den Siedlungsrand Richens erreicht, liegen rechts am Hang alte aufgelassene Steinbrüche, er geht danach in eine enge Linkskurve nach Süden, läuft zwischen einem neuen Siedlungsteil am östlichen und dem Ortskern Richens am westlichen Ufer hindurch und teilt sich in zwei nahe Arme, die unter der Brücke der Straße nach Gemmingen hindurchziehen und dann gleich in der Elsenzaue wieder nach Westen drehen. Der rechte, untere Schanzgraben umringt eng im Süden den Ortskern Richens und mündet wenig unterhalb der sie überspannenden Brücke von rechts und im spitzen Winkel auf etwa 182 m ü. NHN in die nach Norden fließende Elsenz, während der rechte, etwas kürzere und offizielle Unterlauf gegenüber dem Richener Haltepunkt der Elsenztalbahn nach 10,3 km den Fluss im rechten Winkel auf etwa 182 m ü. NHN erreicht. Ganz kurz zuvor quert ihn noch ein von weit oberhalb kommender rechter Auenbach Schmalbach der Elsenz, der danach in den Schanzgraben einfließt.

### Einzugsgebiet
Der Berwanger Bach hat ein 22,0 km² großes Einzugsgebiet, das naturräumlich gesehen zur Gänze im Unterraum Leinbachgäu des Kraichgaus liegt.
Seine größte Erstreckung reicht von Nordost nach Südwest zur Mündung. Linksseitig ist es meist etwas breiter als rechtsseitig. Es grenzt im Norden an den Zulaufbereich des Insenbachs, der ebenfalls nach Westen zur Elsenz fließt. Im Nordosten entwässert der Konkurrent Fürfelder Bach über den Böllinger Bach östlich zum Neckar. Im Osten und Südosten fließen deren Zufluss Massenbach und die Lein selbst ebenfalls zum Neckar. Im Süden liegt der Einzugsbereich des kleineren Elsenz-Zuflusses Staudbach, im Westen passiert diese selbst und nimmt kleinere Zuflüsse von Osten auf. Nur im Nordwesten konkurrieren noch einmal etwas längere Elsenz-Zuläufe, nämlich der Bockschafter Bach und zuletzt die Binsenklinge.
Die Wasserscheide ist in der flachhügeligen Kraichgau-Landschaft, die der Bach durchfließt, meist wenig ausgeprägt.
Außer den im vorigen Abschnitt schon genannten Bachanrainern haben noch die Stadt Bad Rappenau und die Gemeinden Massenbachhausen und Gemmingen kleine Gebietsanteile am Rande des Einzugsgebiets.

### Zuflüsse
Hierarchische Liste der Zuflüsse und  Seen, jeweils von der Quelle zur Mündung. Gewässerlänge, Seefläche, Einzugsgebiet und Höhe nach den entsprechenden Layern auf der Onlinekarte der LUBW. Andere Quellen für die Angaben sind vermerkt. Auswahl.
Ursprung des Feldgrabens auf etwa 267 m ü. NHN im nordöstlichen Ackergewann Zigeuner von Kirchardt etwa 30 m westlich der K 2142, die hier nahe am Ilmenwald-Westrand nach Norden läuft. Der Bach läuft zunächst südwestlich und ist bis zur Autobahn unbeständig.
- Unterquert nach etwa einem Kilometer die A 6 im Ostabschnitt des ehemaligen Autobahn-Behelfsflugplatzes bei Sinsheim.
- (Zulauf längs der K 2144), von rechts und Nordnordwesten am Abgang des Hatzenbergweges von dieser, ca. 0,6 km[LUBW 6] und ca. 0,4 km². Entsteht auf ca. 257 m ü. NHN nah an der Südseite der Autobahn.
  - (Feldwegbegleitender Zufluss), von rechts und Westen auf etwa 243 m ü. NHN, ca. 0,6 km[LUBW 6] und etwas über 0,1 km². Entsteht auf etwa 267 m ü. NHN  etwas südlich der Lerchenberg-Kuppe.
Nach diesem Zufluss läuft der Bach etwa südlich.
- Durchläuft wenig nach dem Zufluss ein Hochwasserrückhaltebecken ohne Dauereinstau.
- (Zulauf), von links und Nordnordosten auf etwa 241 m ü. NHN am Nordnordostrand von Kirchardt, 1,1 km und ca. 0,4 km². Entsteht an der nördlichsten Waldspitze des Waldes Kettend auf etwa 256 m ü. NHN, an dessen Nordwestrand er anschließend entlangläuft.
Ab diesem Zulauf heißt der Bach Birkenbach.
- Saubach, von links und Nordnordosten auf unter 230 m ü. NHN in Kirchardt verdolt längs der Rappenauer Straße, 1,6 km und ca. 1,2 km². Entsteht auf etwa 250 m ü. NHN zwischen Feldern in den Heuäckern. Wird lange von Feldwegen begleitet, läuft im Dorf verdolt unter der Straße in den hier auch verdolten Birkenbach. Unbeständig.
- (Wassergraben Kurzer See), von links und Ostsüdosten auf etwa 223 m ü. NHN in Kirchardt verdolt unter der Heilbronner Straße, 2,1 km und 1,8 km².[LUBW 7] Entsteht auf etwa 243 m ü. NHN zwischen den Gewannen Loch und Lichtwald. Unbeständig.
- (Graben), von rechts und Westnordwesten auf etwa 215 m ü. NHN, ca. 0,8 km[LUBW 6] und ca. 0,2 km². Entsteht auf etwa 240 m ü. NHN und läuft dem Südrand des Lindenteichs zum Feldgewann Heiligenrain entlang. Unbeständig.
- Passiert einen Teich am linken Ufer im Mündungswinkel des folgenden, 0,2 ha.
- Windengraben, von links und Osten auf etwa 212 m ü. NHN hinter dem Damm des folgenden, 2,2 km und 2,4 km².[LUBW 7] Entsteht auf etwa 246 m ü. NHN im Osten des Waldgewanns Neuwieswald, wo dieses an den Massenbachhausener Streitwald grenzt, und durchläuft am Waldrand im Westen ein Feuchtgebiet.
Ab diesem Zufluss heißt der Bach Alte Bach.
  - Wälschegraben, von links und Ostsüdosten auf etwa 221 m ü. NHN an der winzigen Waldinsel Rundell zwischen Windenbuckel und Storchennest, 1,5 km und ca. 0,6 km². Entsteht  auf etwa 255 m ü. NHN in der Waldlücke zwischen Lißwald im Norden und Berwanger Wald im Süden. Unbeständig.
- Durchläuft wenig vor den ersten Häusern von Berwangen den Damm eines Hochwasserrückhaltebecken ohne Dauereinstau.
- Hausengraben, von rechts und Ostsüdosten auf etwa 209 m ü. NHN neben der Straße Am Kandel durch die Berwangener Gewerbezone, 2,0 km und ca. 1,4 km². Entsteht  auf etwa 239 m ü. NHN im Gewann Hausener Eck westlich des Berwanger Waldes der Gemeinde Massenbachhausen. Unbeständig.
- (Feldweggraben aus dem Hellenholz), von rechts und Nordwesten auf etwa 209 m ü. NHN fast gegenüber dem vorigen, 1,5 km und ca. 0,7 km². Entsteht auf etwa 238 m ü. NHN im Baumgutgewann Hellenholz. Unbeständig.
  - (Feldweggraben), von rechts und Westen auf etwa 214 m ü. NHN südwestlich des Hügels Boppenberg, 0,7 km und über 0,2 km². Entsteht auf etwa 232 m ü. NHN am Dritten Höhle. Unbeständig.
- Mondscheingraben, von rechts und Westnordwesten auf etwa 204 m ü. NHN am Sportplatz vor Berwangen, 1,1 km und ca. 0,4 km². Entsteht auf etwa 226 m ü. NHN am Südostrand des Waldes Reut und Pfitsche.
- Gänsäckergraben (Berwanger Bach), von rechts und Westnordwesten auf etwa 203 m ü. NHN kurz vor der die Alte Bach querenden Hausener Straße von Berwangen, 1,7 km und ca. 0,6 km². Entsteht auf etwa 248 m ü. NHN am nordöstlichen Abhang des Scheuerbergs, läuft lange neben Feldwegen und Straßen und ist in Berwangen teilweise verdolt.
Etwas über 100 m östlich dieser Mündung stehen am Fürfelder Weg noch Teile des Anwesens der ehemaligen Oberen Mühle von Berwangen, deren Mühlkanäle in der zweiten Hälfte des 20. Jahrhunderts verfüllt wurden.
- Kuhbach, von links und Ostnordosten auf etwa 201 m ü. NHN am Nordwesteck des Bürgerwaldes an einem Sportplatz gegenüber dem Ortsende Berwangens, 2,5 km und 2,2 km².[LUBW 7] Entsteht auf knapp 230 m ü. NHN an der Nordostspitze des Gemminger Kuhbachwaldes.
Ab diesem Zufluss heißt der Bach Berwanger Bach.
- (Bach aus der Steinklinge), von rechts und Nordwesten auf wenig über 200 m ü. NHN gegenüber dem nördlichen Bürgerwald, 1,2 km und ca. 0,5 km². Entsteht auf etwa 241 m ü. NHN südlich des Scheuerbergs. Am Oberlauf unbeständig.
  - (Zufluss vom Rand des Gewanns Hängbäum), von links und Nordwesten auf etwa 222 m ü. NHN am Beginn der Böschungshecke über der Steinklinge, 0,5 km und ca. 0,2 km². Entsteht auf etwa 241 m ü. NHN südöstlich des Scheuerbergs.
- (Wassergraben Schulwiese), von links und Ostsüdosten auf etwa 200 m ü. NHN kurz nach dem vorigen am Nordwestrand des Bürgerwaldes, 2,5 km und 2,9 km².[LUBW 7] Entsteht auf etwa 241 m ü. NHN im Gemminger Kuhbachwaldes wenig nördlich der K 2049.
- (Wassergraben Siegelsklinge), von rechts und Nordosten auf etwa 190 m ü. NHN weniger als 500 m vor dem Ortsrand von Eppingen-Richen, 0,8 km und ca. 0,5 km². Entsteht auf etwa 230 m ü. NHN an den Kölschäckern. Unbeständig.
- → (Abzweig des Schanzgrabens), nach rechts an der Bachbrücke in Richen.

Mündung des Berwanger Bachs von rechts und zuallerletzt Osten auf etwa 182 m ü. NHN zwischen den Talsportplätzen von Richen links und dem alten Ortskern rechts in die obere Elsenz. Der Gesamtstrang des Berwanger Bachs ist 10,3 km lang und hat ein 22,0 km² großes Einzugsgebiet.
- Schmalbach, von links nach zuletzt Querung des Berwanger Bachs selbst an der Südspitze des Richener Ortskerns in den Schanzgraben, 5,0 km.[LUBW 2]

Mündung des Schanzgrabens von rechts und zuletzt Südosten auf etwa 182 m ü. NHN nach Unterquerung der Illinger Straße (L 1110) am Südwestrand des Richener Ortskerns in die obere Elsenz. Der Schanzgrabens ist 0,5 km lang und hat (abzüglich des bei weitem dominierenden Schmalbach-Teileinzugsgebietes) ein nur etwa 0,1 km² großes Einzugsgebiet.

### Ortschaften
Ortschaften am Lauf des Gesamtstrangs Feldgraben → Birkenbach → Alte Bach → Berwanger Bach  mit ihren Zugehörigkeiten. Nur die Namen tiefster Schachtelungsstufe bezeichnen Siedlungsanrainer.
Landkreis Heilbronn
- Gemeinde Kirchardt
  - Kirchardt (Dorf)
  - Gewerbegebiet Berwangen (Siedlungsteil, links)
  - Berwangen (Dorf, überwiegend rechts)
- Stadt Eppingen
  - Richen (Dorf)

## Geologie
Einzugsgebiet und Lauf des Berwanger Bachs liegen fast ganz im Gipskeuper (Grabfeld-Formation) des Mittleren und im Lettenkeuper (Erfurt-Formation) des Unteren Keupers. Die flachen Hänge sind dabei überwiegend und die Randhügel teilweise von quartärem Löss-Sediment überdeckt. Den mittleren, flachen und breiten Talbereich füllen Auensedimente aus derselben Zeit.
Der Quellbach Feldgraben entsteht nahe einer Hügelkappe im Gipskeuper und erreicht schon vor dem Einschwenken auf die südlich laufende Talachse vor Kirchardt den Lettenkeuper. Hinter dem Dorf weitet sich vor der Berwanger Gewerbezone die Talebene, ab dort läuft der Bach im Auensediment. Weiter talab in seinem Westlauf erreicht er kurz vor Richen den Oberen Muschelkalk, erkennbar an der hier einsetzenden Reihe aufgelassener Steinbrüche am rechten Hang, die die Schichtgrenze von Lettenkeuper zu oberem Muschelkalk aufschließen. Beide Mündungsäste laufen im Auensediment des Elsenztales aus.

## Natur und Landschaft
Das Berwangerbachtal liegt im waldarmen und fast überall von intensivem Ackerbau geprägten Kraichgau. Im Bereich von Berwangen ist der Bach selbst begradigt, weiter talab hat sich ein naturnaher, mäandrierender Tieflandbach erhalten, der durchweg von Ufergehölz begleitet ist und in dem ursprüngliche Schwarzerlen und Eschen vorherrschen. Im an der Südseite seines Unterlaufs liegenden Bürgerwald überwintern Amphibienarten (Erdkröte, Grasfrosch, Wechselkröte, Laubfrosch und Kammmolch), die im Frühling und Sommer in der Aue oder in Grund- und Regenwassertümpeln der am Nordhang gegenüberliegenden alten Abbaue leben.
Durch Verordnung wurde das 74 ha große Landschaftsschutzgebiet Berwanger Bachtal zwischen Kirchardt-Berwangen und Eppingen-Richen ausgewiesen, das sich, am südlichen Ortsrand Berwangens beginnend, als schmales Band über mehr als drei Kilometer längs des Bachlaufs bis an den östlichen Siedlungsrand von Richen hinzieht. Es umfasst vor allem die Talaue und den Nordhang des Tales bei den alten Steinbrüchen und ist erfüllt von einem Mosaik an Kleinstrukturen – Fließ- und Stillgewässern und Feuchtgebieten, Gehölzen am Ufer, in der Aue und in der Flur, verschiedenerlei Wiesen, Rainen, Saumstreifen, Waldrändern, Böschungs- und Sukzessionsflächen sowie ehemaligen Abbauflächen – die einen Biotopverbund auch mit dem Bürgerwald bilden und in dem Lebensräume vieler Pflanzen- und Tierarten liegen, die zum Teil gefährdet sind.
Der unterste Lauf des Baches liegt in einem Wasserschutzgebiet. In der Berwanger Ortsmitte und am östlichen Ortsrand von Richen unmittelbar am Bach steht jeweils eine Eiche unter Naturschutz.

## Sehenswürdigkeiten und Bauwerke
- Obere Mühle in Berwangen

### LUBW
Amtliche Online-Gewässerkarte mit passendem Ausschnitt und den hier benutzten Layern: Lauf und Einzugsgebiet des Berwanger Bachs

Allgemeiner Einstieg ohne Voreinstellungen und Layer: Daten- und Kartendienst der Landesanstalt für Umwelt Baden-Württemberg (LUBW) (Hinweise)
1. 1 2 3  Höhe nach dem Höhenlinienbild auf dem Hintergrundlayer Topographische Karte.
2. 1 2 3  Länge nach dem Layer Gewässernetz (AWGN).
3. 1 2  Einzugsgebiet aufsummiert aus den Teileinzugsgebieten nach dem Layer Basiseinzugsgebiet (AWGN).
4. ↑  Seefläche nach dem Layer Stehende Gewässer.
5. ↑  Einzugsgebiet abgemessen auf dem Hintergrundlayer Topographische Karte.
6. 1 2 3  Länge abgemessen auf dem Hintergrundlayer Topographische Karte.
7. 1 2 3 4  Einzugsgebiet nach dem Layer Basiseinzugsgebiet (AWGN).
8. ↑  Geotope nach den einschlägigen Layern, Natur teilweise nach dem Layer Biotop.
9. ↑  Schutzgebiete nach den einschlägigen Layern, Natur teilweise nach dem Layer Biotop.

### Andere Belege
1. ↑  Josef Schmithüsen: Geographische Landesaufnahme: Die naturräumlichen Einheiten auf Blatt 161 Karlsruhe. Bundesanstalt für Landeskunde, Bad Godesberg 1952. → Online-Karte (PDF; 5,1 MB)
2. ↑  Geologie nach den Layern zu Geologische Karte 1:50.000 auf: Mapserver des Landesamtes für Geologie, Rohstoffe und Bergbau (LGRB) (Hinweise)